# Искривление перегородки носа
Искривле́ние носово́й перегоро́дки — отклонение перегородки в обе или одну сторону от средней линии. Проявляется затруднением или отсутствием носового дыхания через один или оба носовых хода. Затрудняя отток секрета из придаточных пазух, повышает склонность к возникновению воспалительных и аллергических заболеваний органов дыхания, в том числе насморка, аллергического ринита, вазомоторного ринита, гайморита, синусита, тонзиллита.

## Симптомы искривления
- Затруднение носового дыхания, вплоть до его полного отсутствия.
- Хронический ринит.
- Сухость в носу.
- Носовые кровотечения.
- Частые заболевания носа и околоносовых пазух (синусит).
- Снижение обоняния.
- Головная боль.
- Боли в области уха.
- Храп.
- Если перегородка была искривлена в результате травмы, возможно и изменение формы носа.

Симптомы различаются в зависимости от степени искривления. Небольшое искривление перегородки, не вызывающее никаких симптомов, встречается у многих людей. В таких случаях лечение обычно не требуется.

## Типы искривления

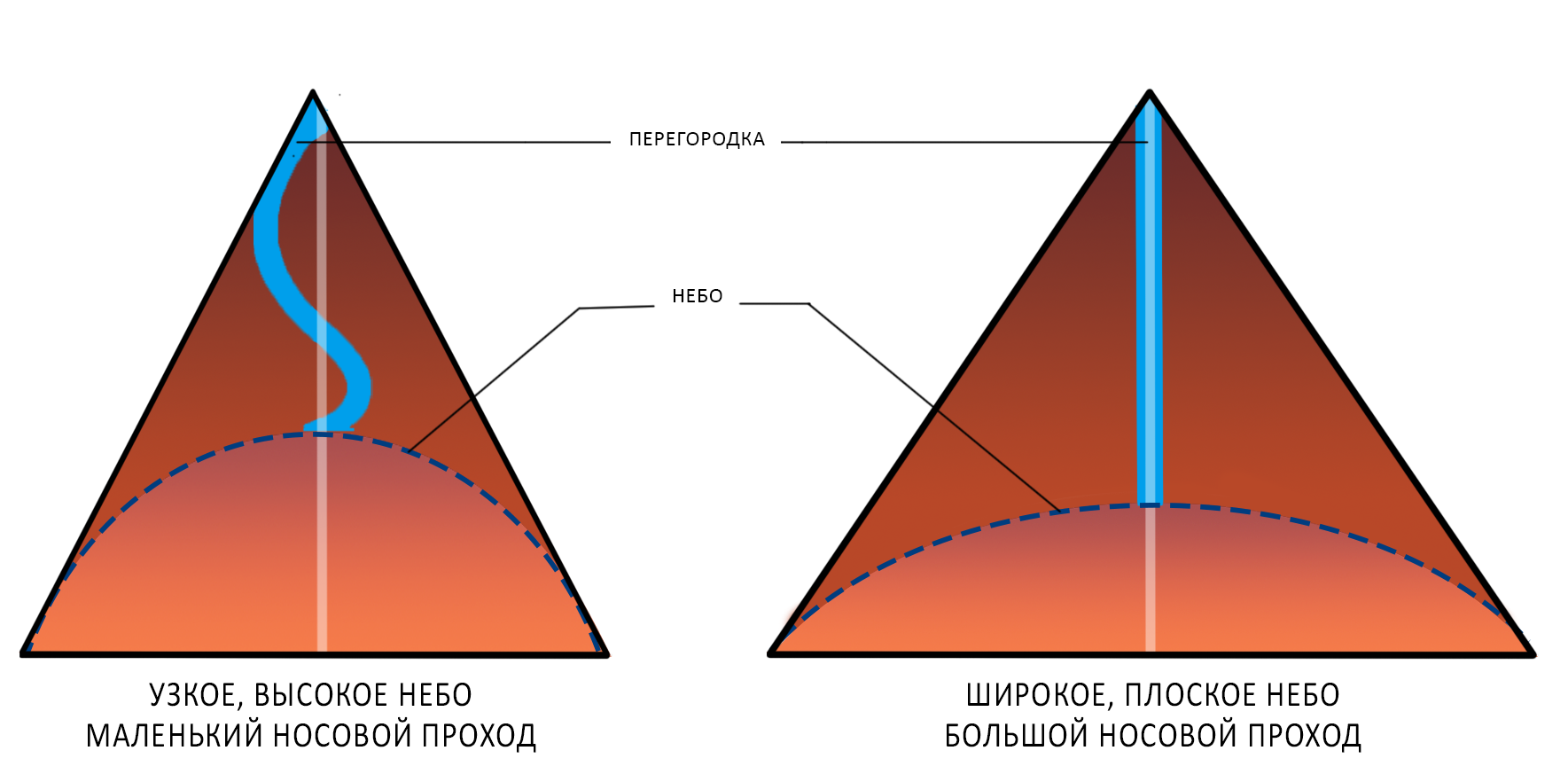
Небо и перегородка

- Небо и перегородкаФизиологическое — связано с недостатком места в носовой полости из-за недоразвития верхней челюсти, характеризующееся высоким, узким и аркообразным сводом твердого неба. Степень искривления коррелирует с глубиной неба.
- Компенсаторное — результат воздействия каких-либо раздражающих факторов (полипа, инородного тела).
- Травматическое — результат вывиха или перелома носа.

## Лечение

### Консервативное лечение
Если затруднение дыхания обусловлено отёком слизистых оболочек носа, проводится лечение, направленное на устранение отёков. Лечение проводится путём промывания носа, введения лекарственных веществ в слизистую оболочку носа и лазерной терапии.

### Септопластика
Если дыхание затрудненное из-за костно-хрящевых структур, устранение искривления носовой перегородки выполняется только хирургическим путём.
Показания к операции: значительно нарушено носовое дыхание, частые гаймориты и риниты, частые носовые кровотечения, сильный храп, видимый косметический дефект.